# Poumarous
Poumarous est une commune française située dans le centre du département des Hautes-Pyrénées, en région Occitanie.
Sur le plan historique et culturel, la commune est dans l’ancien comté de Bigorre, comté historique des Pyrénées françaises et de Gascogne. Exposée à un climat de montagne, elle est drainée par l'Arrêt, l'Arrédou et par divers autres petits cours d'eau. La commune possède un patrimoine naturel remarquable composé d'une zone naturelle d'intérêt écologique, faunistique et floristique.
Poumarous est une commune rurale qui compte 154 habitants en 2022, après avoir connu un pic de population de 466 habitants en 1831. Elle fait partie de l'aire d'attraction de Tarbes. .

## Géographie

### Localisation
La commune de Poumarous se trouve dans le département des Hautes-Pyrénées, en région Occitanie.
Elle se situe à 14 km à vol d'oiseau de Tarbes, préfecture du département, et à 4 km de Tournay, bureau centralisateur du canton de la Vallée de l'Arros et des Baïses dont dépend la commune depuis 2015 pour les élections départementales.
La commune fait en outre partie du bassin de vie de Bagnères-de-Bigorre.
Les communes les plus proches sont : 
Oléac-Dessus (2,1 km), Luc (2,8 km), Chelle-Spou (3,0 km), Cieutat (3,3 km), Oueilloux (3,3 km), Hitte (3,8 km), Artiguemy (3,9 km), Ricaud (4,2 km).
Sur le plan historique et culturel, Poumarous fait partie de l’ancien comté de Bigorre, comté historique des Pyrénées françaises et de Gascogne créé au IXe siècle puis rattaché au domaine royal en 1302, inclus ensuite au comté de Foix en 1425 puis une nouvelle fois rattaché au royaume de France en 1607. La commune est dans le pays de Tarbes et de la Haute Bigorre.

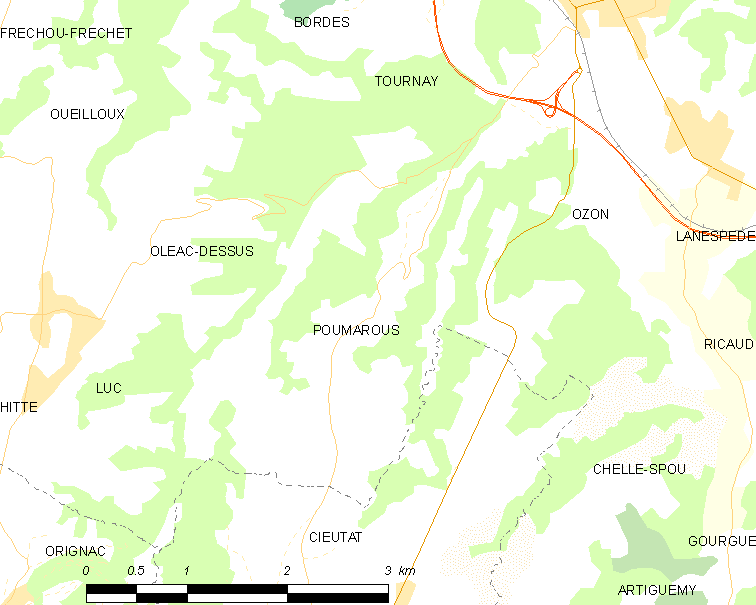
Carte de la commune de Poumarous et des proches communes.

|              | Tournay   |      |
| Oléac-Dessus | Poumarous | Ozon |
| Luc          | Cieutat   |      |

### Hydrographie
La commune est dans le bassin de l'Adour, au sein du bassin hydrographique Adour-Garonne. Elle est drainée par l'Arrêt, L'Arrédou, le ruisseau Caze, le ruisseau Hourmiau et par divers petits cours d'eau, constituant un réseau hydrographique de 9 km de longueur totale,.
L'Arrêt, d'une longueur totale de 15,3 km, prend sa source dans la commune de Mérilheu et s'écoule vers le nord. Il traverse la commune et se jette dans l'Arros à Tournay, après avoir traversé 8 communes.

### Climat
Le climat est tempéré de type océanique, en raison de l'influence proche de l'océan Atlantique situé à peu près 150 km plus à l'ouest. La proximité des Pyrénées fait que la commune profite d'un effet de foehn, il peut aussi y neiger en hiver, même si cela reste inhabituel.
| Mois                              | jan.  | fév.  | mars  | avril | mai   | juin  | jui.  | août  | sep.  | oct.  | nov.  | déc.  | année   |
| --------------------------------- | ----- | ----- | ----- | ----- | ----- | ----- | ----- | ----- | ----- | ----- | ----- | ----- | ------- |
| Température minimale moyenne (°C) | 0,6   | 1,3   | 2,7   | 5,2   | 8,3   | 11,6  | 14,1  | 13,9  | 11,7  | 8     | 3,6   | 1,3   | 6,9     |
| Température moyenne (°C)          | 5,3   | 6,1   | 7,8   | 10    | 13,3  | 16,7  | 19,3  | 19    | 17,2  | 13,3  | 8,5   | 5,8   | 11,9    |
| Température maximale moyenne (°C) | 9,9   | 11    | 12,9  | 14,8  | 18,3  | 21,7  | 24,5  | 24    | 22,6  | 18,6  | 13,4  | 10,4  | 16,8    |
| Ensoleillement (h)                | 108,8 | 118,8 | 155,6 | 157,2 | 181,3 | 191,5 | 215,5 | 196,4 | 194,5 | 164,4 | 124,4 | 104,4 | 1 912,8 |
| Précipitations (mm)               | 112,8 | 97,5  | 100,2 | 105,7 | 113,6 | 80,7  | 57,3  | 70,3  | 71    | 85,2  | 93    | 112,1 | 1 099,4 |

### Milieux naturels et biodiversité

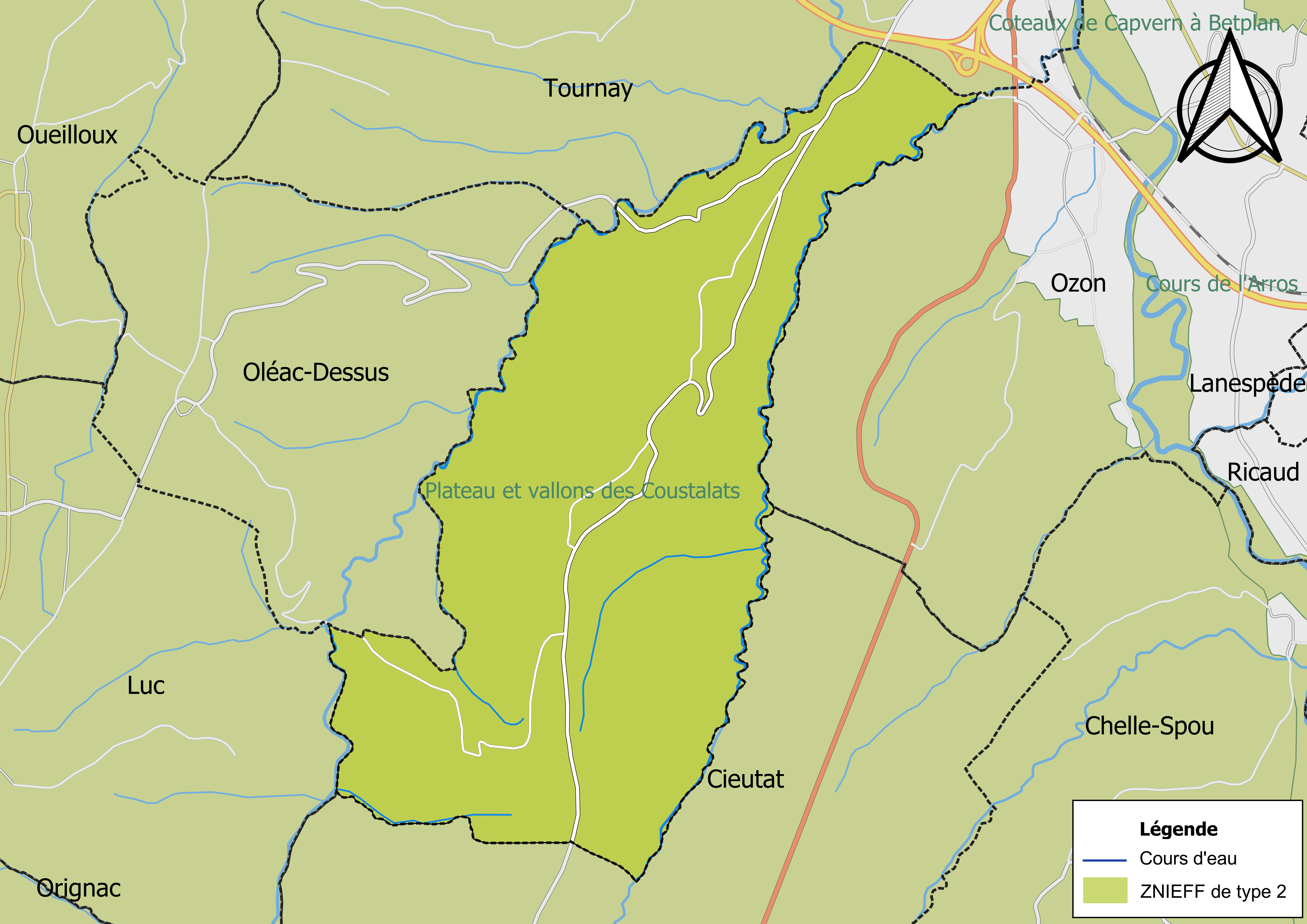
Carte de la ZNIEFF de type 2 localisée sur la commune.

L’inventaire des zones naturelles d'intérêt écologique, faunistique et floristique (ZNIEFF) a pour objectif de réaliser une couverture des zones les plus intéressantes sur le plan écologique, essentiellement dans la perspective d’améliorer la connaissance du patrimoine naturel national et de fournir aux différents décideurs un outil d’aide à la prise en compte de l’environnement dans l’aménagement du territoire.
Une ZNIEFF de type 2 est recensée sur la commune :
le « plateau et vallons des Coustalats » (7 832 ha), couvrant 25 communes du département.

## Urbanisme

### Typologie
Au 1er janvier 2024, Poumarous est catégorisée commune rurale à habitat dispersé, selon la nouvelle grille communale de densité à sept niveaux définie par l'Insee en 2022.
Elle est située hors unité urbaine. Par ailleurs la commune fait partie de l'aire d'attraction de Tarbes, dont elle est une commune de la couronne,. Cette aire, qui regroupe 153 communes, est catégorisée dans les aires de 50 000 à moins de 200 000 habitants,.

### Occupation des sols
L'occupation des sols de la commune, telle qu'elle ressort de la base de données européenne d’occupation biophysique des sols Corine Land Cover (CLC), est marquée par l'importance des territoires agricoles (66,3 % en 2018), une proportion identique à celle de 1990 (66,3 %). La répartition détaillée en 2018 est la suivante : 
zones agricoles hétérogènes (44,8 %), forêts (33,7 %), prairies (21,5 %).
L'IGN met par ailleurs à disposition un outil en ligne permettant de comparer l’évolution dans le temps de l’occupation des sols de la commune (ou de territoires à des échelles différentes). Plusieurs époques sont accessibles sous forme de cartes ou photos aériennes : la carte de Cassini (XVIIIe siècle), la carte d'état-major (1820-1866) et la période actuelle (1950 à aujourd'hui).

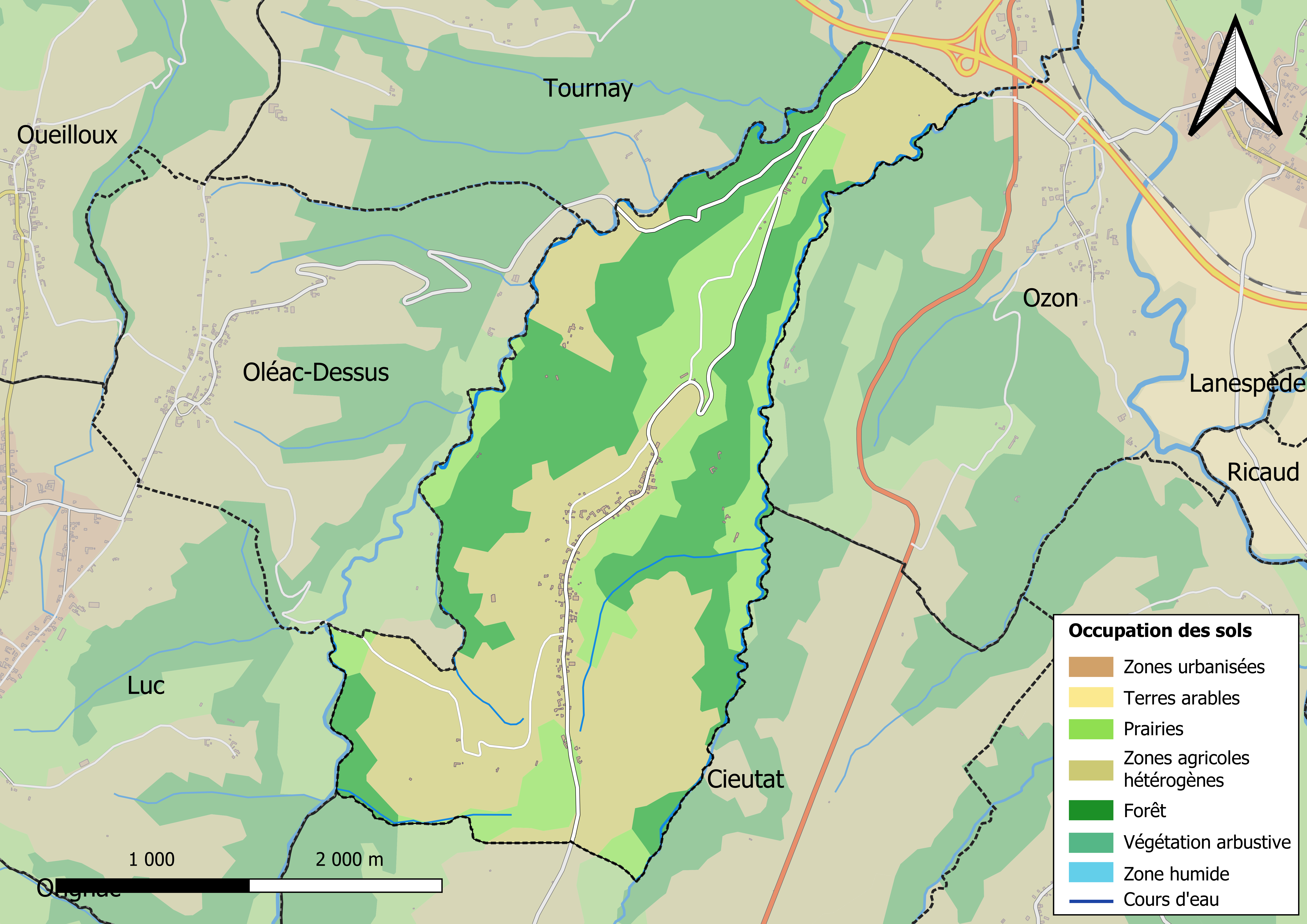
Carte des infrastructures et de l'occupation des sols en 2018 (CLC) de la commune.
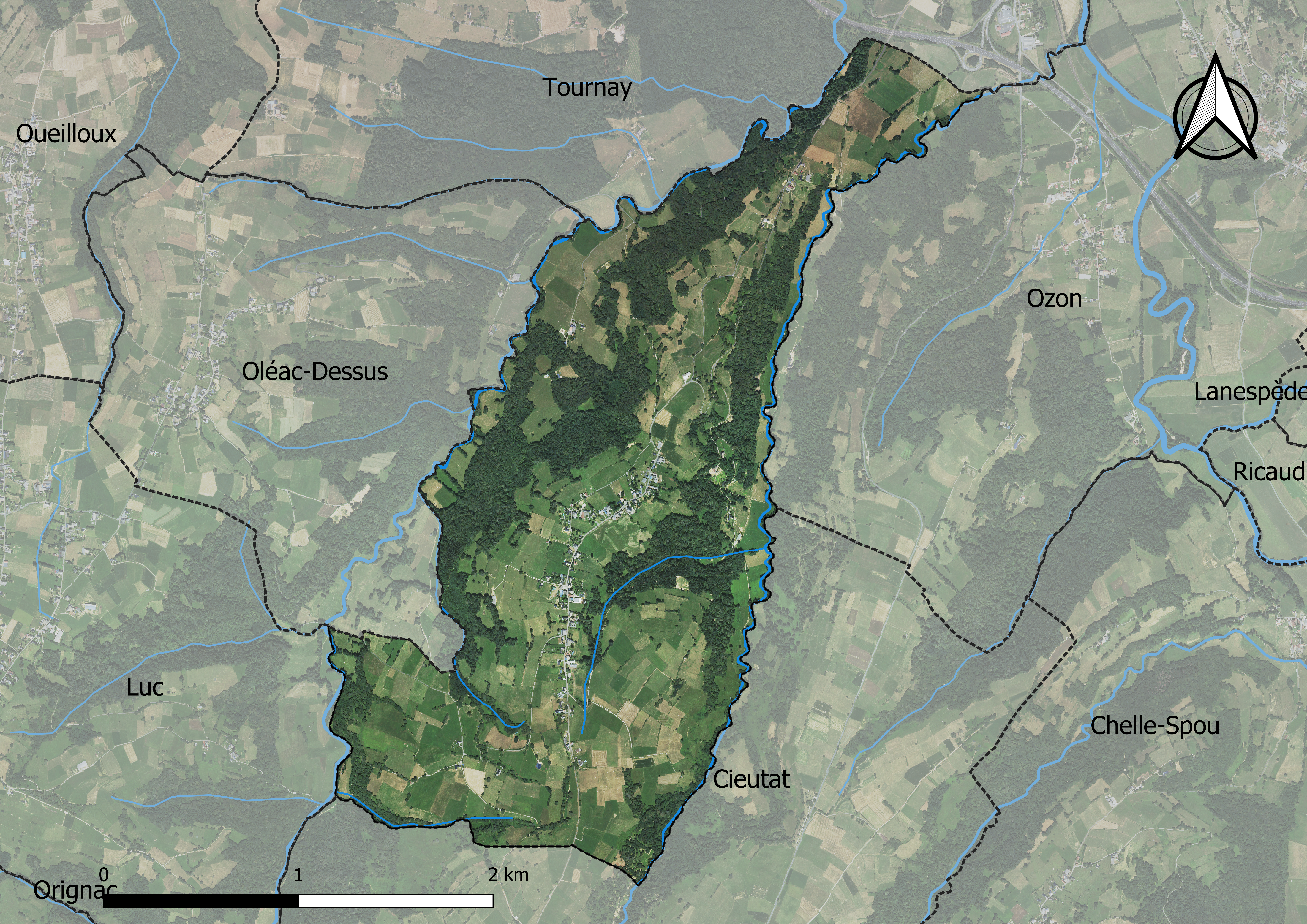
Carte orthophotogrammétrique de la commune.

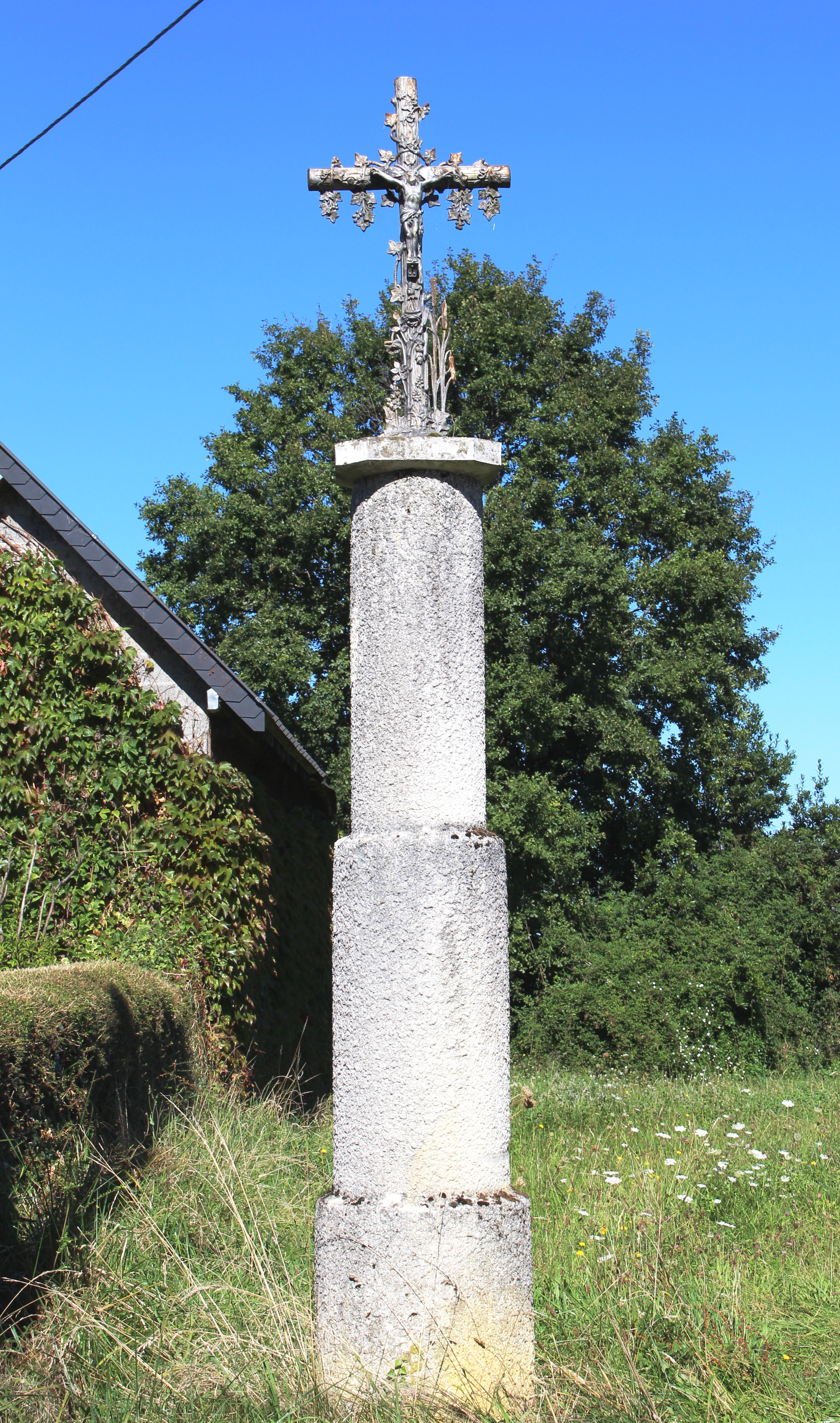
Une croix.

### Logement
En 2012, le nombre total de logements dans la commune est de 75.

Parmi ces logements, 78,7 % sont des résidences principales, 13,3 % des résidences secondaires et 8,0 % des logements vacants.

### Voies de communication et transports
Cette commune est desservie par les routes départementales D 28 et D 83.

## Toponymie

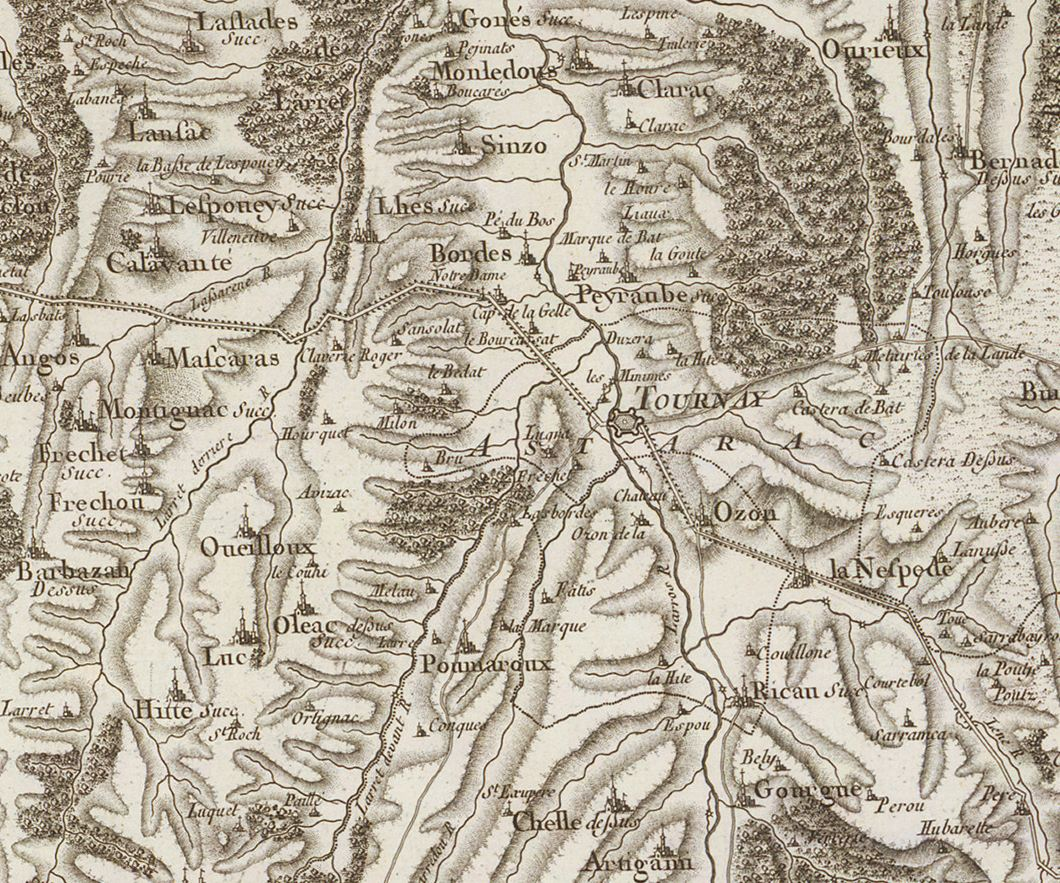
Extrait de la carte de Cassini (entre 1756 et 1789) situant Poumarous au sud-ouest de Tournay.

On trouvera les principales informations dans le Dictionnaire toponymique des communes des Hautes-Pyrénées de Michel Grosclaude et Jean-François Le Nail qui rapporte les dénominations historiques du village :
Dénominations historiques :
- Ar. Guilhem de Pomaros (v. 1180, cartulaire de Bigorre) ;
- Arn. W. de Pomeros (ibid.) ;
- Pomaros (1300, enquête Bigorre ; 1313, Debita regi Navarre) ;
- De Pomarosio, latin (1342, pouillé de Tarbes) ;
- Pomeros ou Pomaros (1429, censier de Bigorre) ;
- Pomarous (1760, Larcher, pouillé de Tarbes) ;
- Poumaroux (1790, Département 2) ;
- Poumaroux (fin XVIIIe siècle, carte de Cassini).

Étymologie : du gascon pomarós (= qui a, qui produit des pommes), lui-même du latin pomarium (= pommier) et suffixe qualitatif osum.

Nom occitan : Pomarós.

## Histoire

### Cadastre napoléonien de Poumarous
Le plan cadastral napoléonien de Poumarous est consultable sur le site des archives départementales des Hautes-Pyrénées.

## Politique et administration

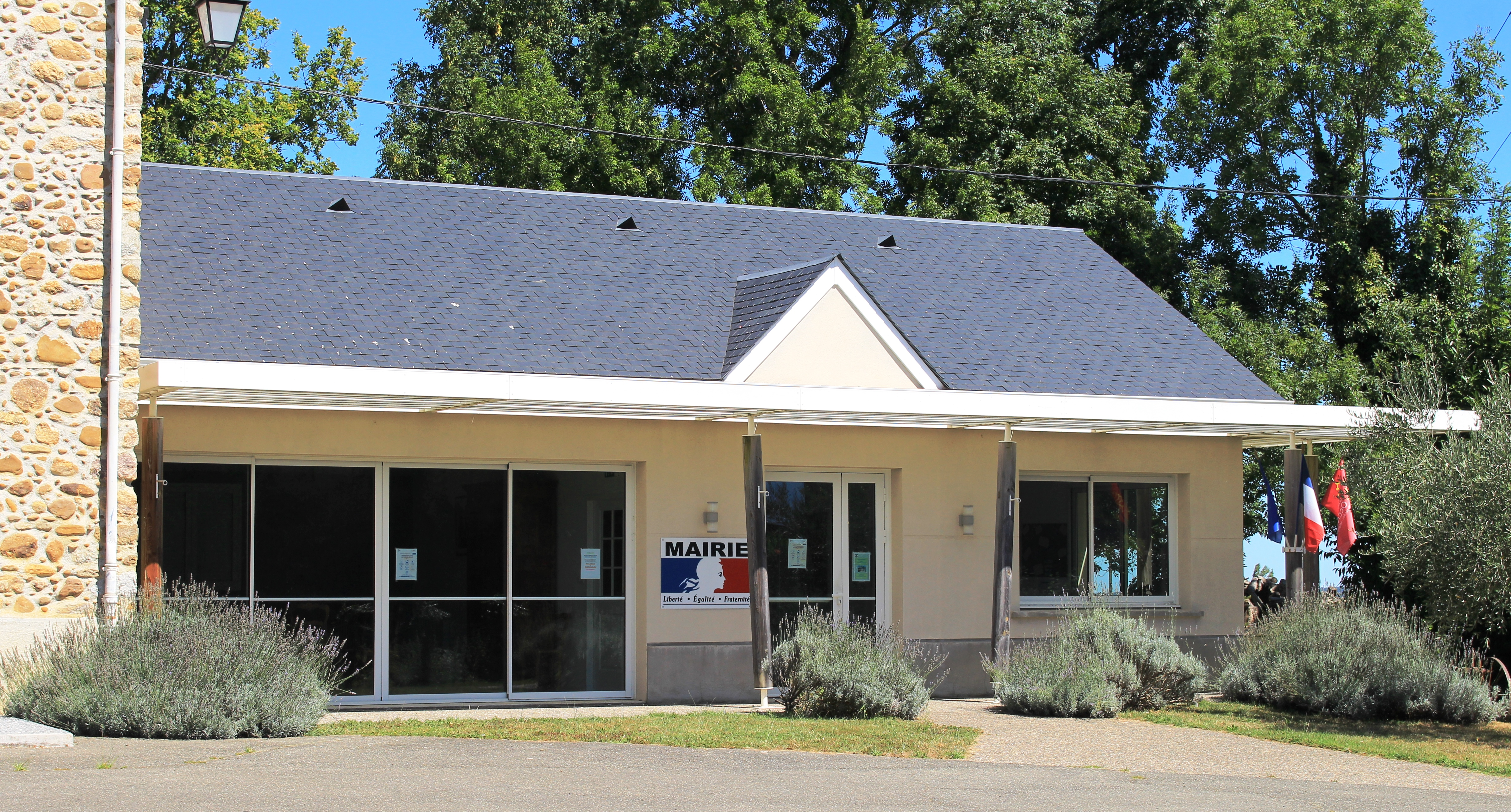
La mairie en 2020.

### Liste des maires
| Période                                  | Période   | Identité        | Étiquette | Qualité            |
| ---------------------------------------- | --------- | --------------- | --------- | ------------------ |
| Les données manquantes sont à compléter. |           |                 |           |                    |
|                                          |           |                 |           |                    |
| mars 1995                                | mars 2014 | André Fourcade  | PRG       | Conseiller général |
| mars 2014                                | En cours  | Rémy Lesaulnier | SE        | Maire              |

### Rattachements administratifs et électoraux

#### Historique administratif
Sénéchaussée de Toulouse, pays de Nébouzan, viguerie de Mauvezin, canton de Tournay (depuis 1790).

#### Intercommunalité
Poumarous appartient à la communauté de communes des Coteaux du Val d'Arros créée en janvier 2017 et qui réunit 54 communes.

## Population et société

### Démographie

#### Évolution démographique

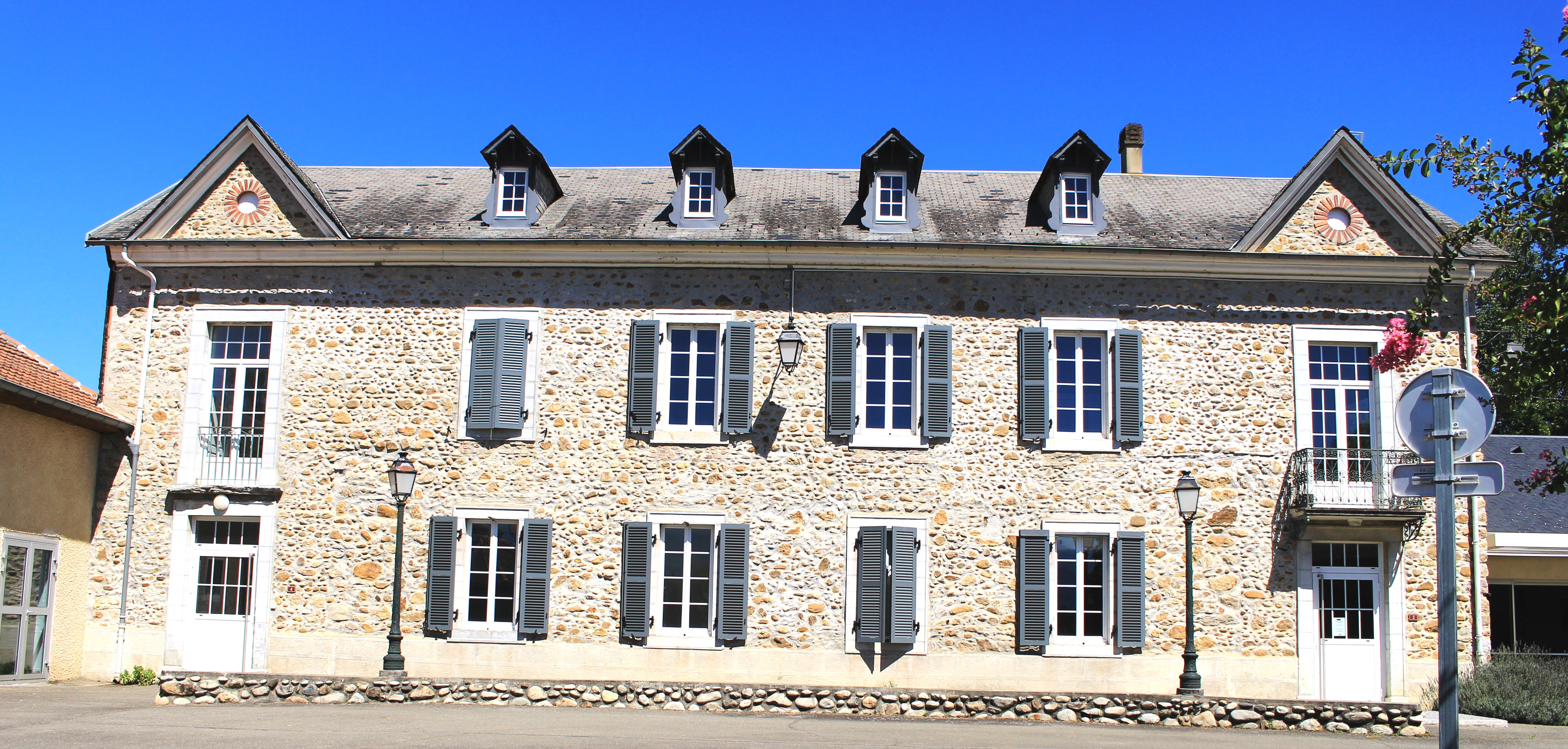
L’ancienne école en 2020.

L'évolution du nombre d'habitants est connue à travers les recensements de la population effectués dans la commune depuis 1793. Pour les communes de moins de 10 000 habitants, une enquête de recensement portant sur toute la population est réalisée tous les cinq ans, les populations de référence des années intermédiaires étant quant à elles estimées par interpolation ou extrapolation. Pour la commune, le premier recensement exhaustif entrant dans le cadre du nouveau dispositif a été réalisé en 2007.

En 2022, la commune comptait 154 habitants, en évolution de +1,32 % par rapport à 2016 (Hautes-Pyrénées : +1,59 %, France hors Mayotte : +2,11 %).
| 1793 | 1800 | 1806 | 1821 | 1831 | 1836 | 1841 | 1846 | 1851 |
| ---- | ---- | ---- | ---- | ---- | ---- | ---- | ---- | ---- |
| 312  | 400  | 402  | 444  | 466  | 406  | 456  | 424  | 433  |

| 1856 | 1861 | 1866 | 1876 | 1881 | 1886 | 1891 | 1896 | 1901 |
| ---- | ---- | ---- | ---- | ---- | ---- | ---- | ---- | ---- |
| 431  | 424  | 408  | 406  | 404  | 372  | 402  | 333  | 316  |

| 1906 | 1911 | 1921 | 1926 | 1931 | 1936 | 1946 | 1954 | 1962 |
| ---- | ---- | ---- | ---- | ---- | ---- | ---- | ---- | ---- |
| 314  | 282  | 247  | 225  | 198  | 177  | 164  | 171  | 150  |

| 1968 | 1975 | 1982 | 1990 | 1999 | 2006 | 2007 | 2012 | 2017 |
| ---- | ---- | ---- | ---- | ---- | ---- | ---- | ---- | ---- |
| 133  | 114  | 112  | 106  | 119  | 119  | 119  | 140  | 156  |

| 2022 | - | - | - | - | - | - | - | - |
| ---- | - | - | - | - | - | - | - | - |
| 154  | - | - | - | - | - | - | - | - |

### Enseignement
La commune dépend de l'académie de Toulouse. Elle ne dispose plus d'école en 2016.

## Économie

### Revenus
En 2018, la commune compte 61 ménages fiscaux, regroupant 150 personnes. La médiane du revenu disponible par unité de consommation est de 21 760 € (20 420 € dans le département).

### Emploi
|                | 2008  | 2013  | 2018  |
| -------------- | ----- | ----- | ----- |
| Commune        | 2,5 % | 8,8 % | 6 %   |
| Département    | 7,7 % | 9,4 % | 9,8 % |
| France entière | 8,3 % | 10 %  | 10 %  |

En 2018, la population âgée de 15 à 64 ans s'élève à 84 personnes, parmi lesquelles on compte 81,9 % d'actifs (75,9 % ayant un emploi et 6 % de chômeurs) et 18,1 % d'inactifs,. Depuis 2008, le taux de chômage communal (au sens du recensement) des 15-64 ans est inférieur à celui de la France et du département.
La commune fait partie de la couronne de l'aire d'attraction de Tarbes, du fait qu'au moins 15 % des actifs travaillent dans le pôle,. Elle compte 14 emplois en 2018, contre 14 en 2013 et 11 en 2008. Le nombre d'actifs ayant un emploi résidant dans la commune est de 69, soit un indicateur de concentration d'emploi de 20,6 % et un taux d'activité parmi les 15 ans ou plus de 59,8 %.
Sur ces 69 actifs de 15 ans ou plus ayant un emploi, 14 travaillent dans la commune, soit 21 % des habitants. Pour se rendre au travail, 92,6 % des habitants utilisent un véhicule personnel ou de fonction à quatre roues, 1,5 % s'y rendent en deux-roues, à vélo ou à pied et 5,9 % n'ont pas besoin de transport (travail au domicile).

## Voir aussi

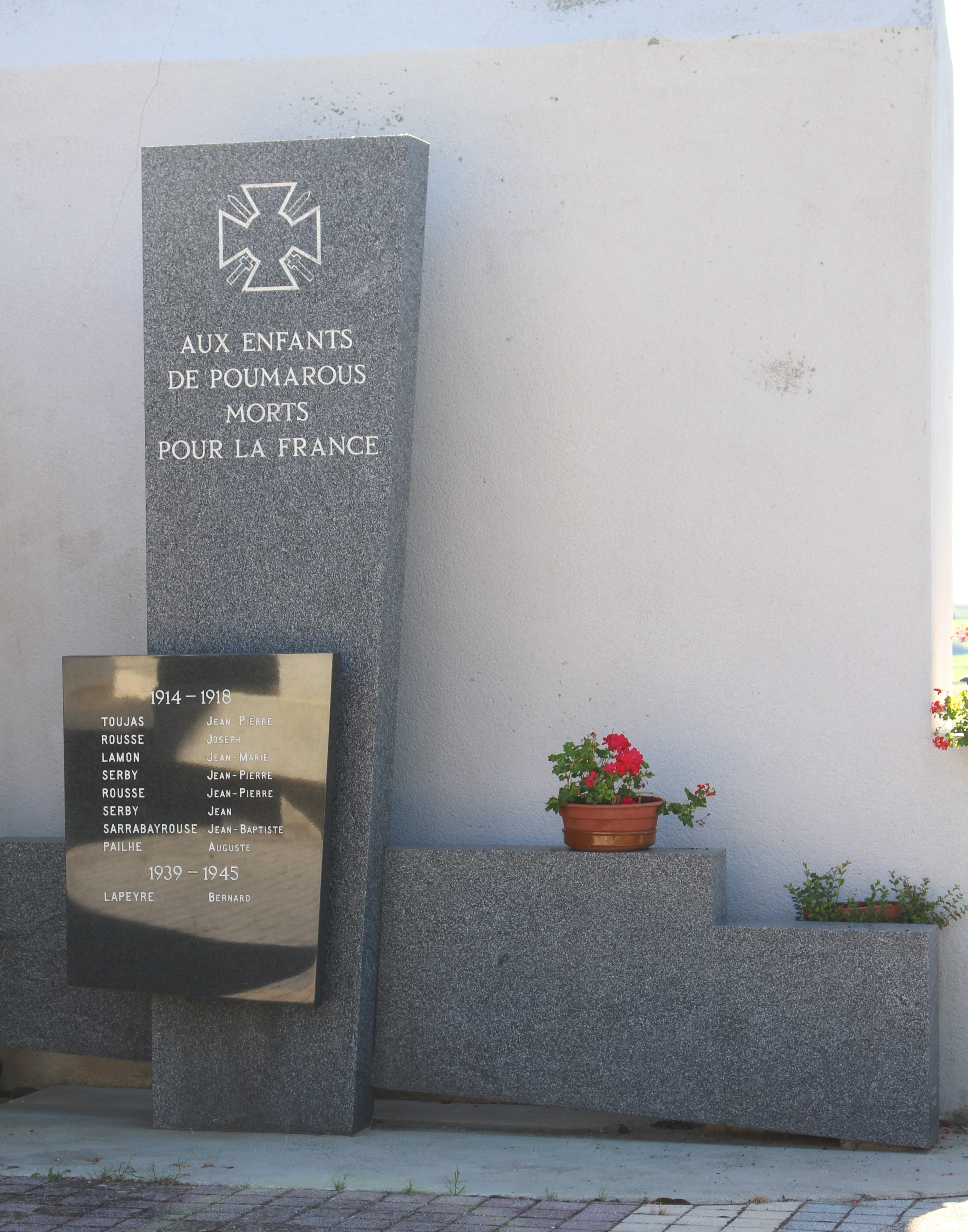
Le monument aux morts municipal.

## Culture locale et patrimoine

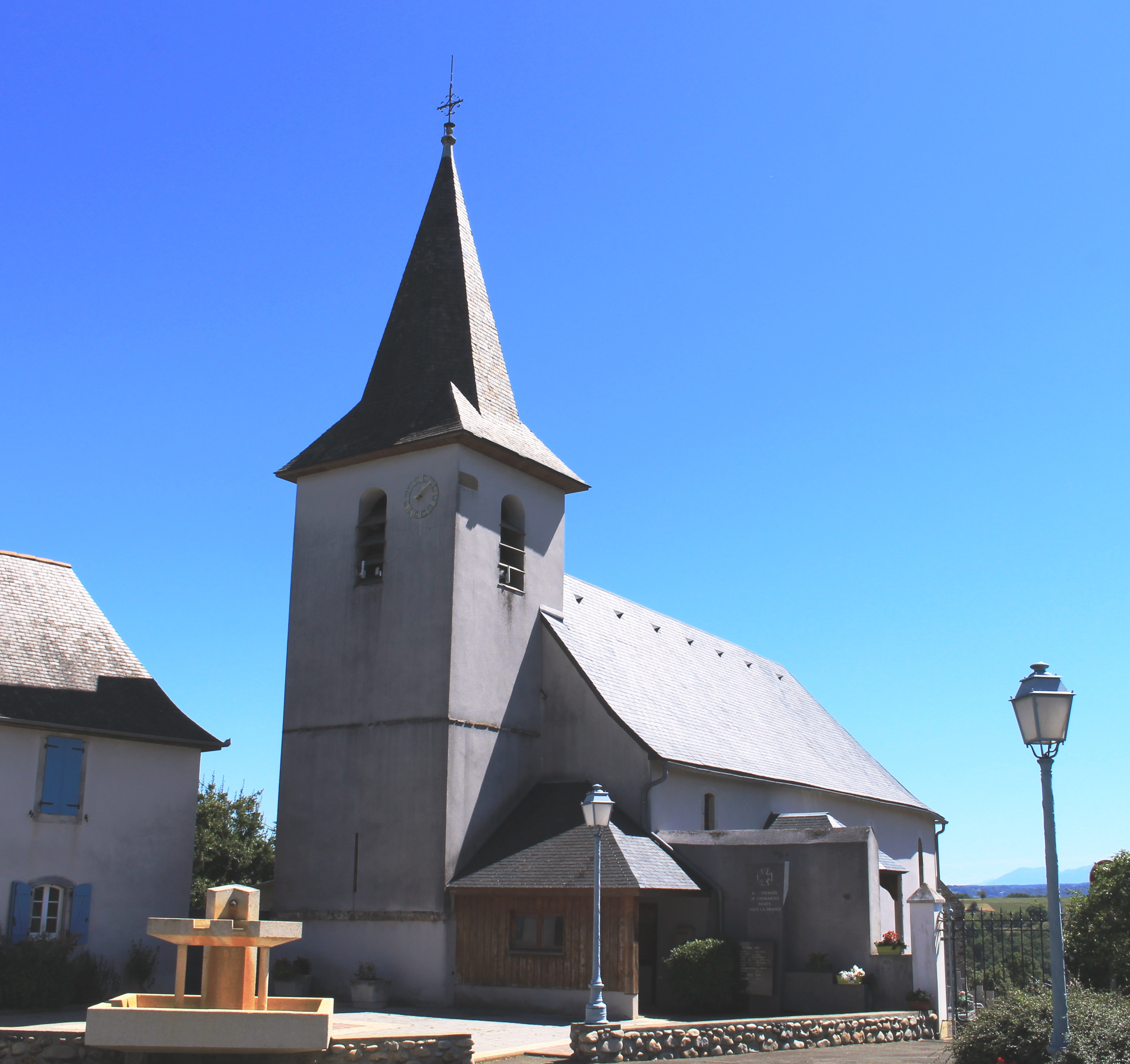
L'église Saint-Germain-d'Auxerre en 2020.

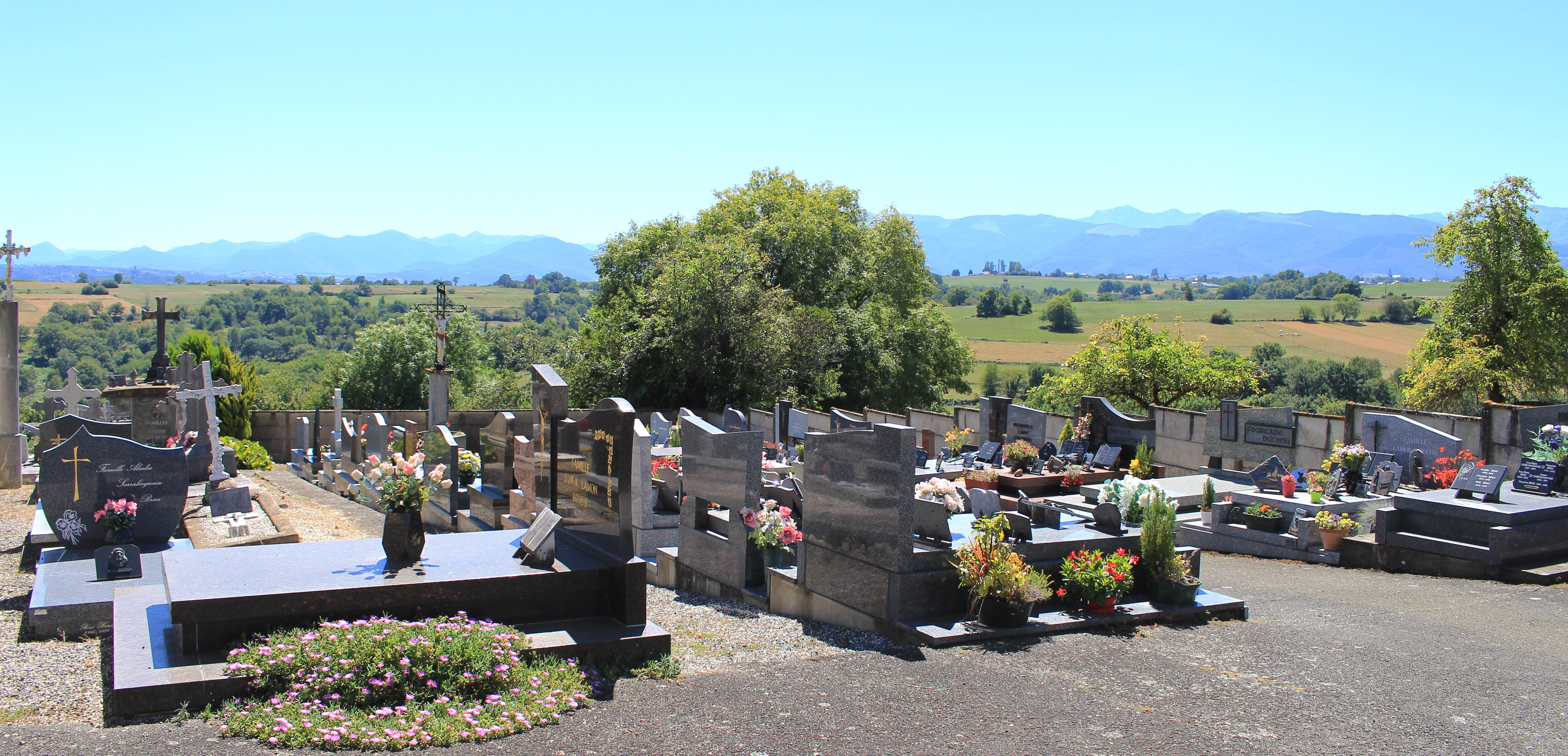
Le cimetière.

### Lieux et monuments
- Église Saint-Germain-d'Auxerre de Poumarous.

### Héraldique
| Blason | Blasonnement : D'argent à un mont de sinople sommé d'un pommier de même, fruité de gueules, accosté de 2 ânes affrontés au naturel ; au chef d'azur chargé d'une croisette cléchée, vidée et pommetée de 12 pièces d'or accostée de 2 étoiles du même. |

#### Site de l'Insee
1. 1 2 3 4 5  Insee, « Métadonnées de la commune de Poumarous ».
2. ↑  « La grille communale de densité », sur le site de l'Insee, 28 mai 2024 (consulté le 1er juillet 2024).
3. ↑  « Liste des communes composant l'aire d'attraction de Tarbes », sur le site de l'Insee (consulté le 1er juillet 2024).
4. ↑  Marie-Pierre de Bellefon, Pascal Eusebio, Jocelyn Forest, Olivier Pégaz-Blanc et Raymond Warnod (Insee), « En France, neuf personnes sur dix vivent dans l’aire d’attraction d’une ville », sur le site de l'Insee, 21 octobre 2020 (consulté le 1er juillet 2024).
5. ↑  Insee : Rapport statistique communal pour la commune de Poumarous
6. ↑  « REV T1 - Ménages fiscaux de l'année 2018 à Poumarous » (consulté le 17 février 2022).
7. ↑  « REV T1 - Ménages fiscaux de l'année 2018 dans les Hautes-Pyrénées » (consulté le 17 février 2022).
8. 1 2  « Emp T1 - Population de 15 à 64 ans par type d'activité en 2018 à Poumarous » (consulté le 17 février 2022).
9. ↑  « Emp T1 - Population de 15 à 64 ans par type d'activité en 2018 dans les Hautes-Pyrénées » (consulté le 17 février 2022).
10. ↑  « Emp T1 - Population de 15 à 64 ans par type d'activité en 2018 dans la France entière » (consulté le 17 février 2022).
11. ↑  « Base des aires d'attraction des villes 2020 », sur site de l'Insee (consulté le 10 avril 2021).
12. ↑  « Emp T5 - Emploi et activité en 2018 à Poumarous » (consulté le 17 février 2022).
13. ↑  « ACT T4 - Lieu de travail des actifs de 15 ans ou plus ayant un emploi qui résident dans la commune en 2018 » (consulté le 17 février 2022).
14. ↑  « ACT G2 - Part des moyens de transport utilisés pour se rendre au travail en 2018 » (consulté le 17 février 2022).